# 47:an Löken
47:an Löken är en svensk tecknad humorserie i militär miljö skapad av Lennart Elworth 1967, då den publicerades i tidningen Lektyr.  
Serien publicerades i en egen tidning 1973–1976 samt i tidningen Åsa-Nisse, samt i årliga julalbum. Elworth slutade teckna serien 1985.

## Filmatisering
Serien filmatiserades i två filmer under 1970-talet, med Lasse Kühler i huvudrollen och bland andra Janne "Loffe" Carlsson och Tjadden Hällström i biroller. Filmerna regisserades av Ragnar Frisk.

### Filmer
- 1971 – 47:an Löken[2]
- 1972 – 47:an Löken blåser på[3]

## Källhänvisningar
1. ↑  ”REGINA - Visning av post i fullt format”. regina.kb.se. https://regina.kb.se/primo-explore/fulldisplay?docid=46KBS_ALEPH_DS000729618&context=L&vid=46KBS_VU&lang=sv_SE&search_scope=ALL&adaptor=Local%20Search%20Engine&tab=default_tab&query=any,contains,47%20an%20l%C3%B6ken&offset=0. Läst 30 juli 2019.
2. ↑  "47:an Löken (1971)". Sfi.se. Läst 1 februari 2015.
3. ↑  "47:an Löken blåser på (1972)". Sfi.se. Läst 1 februari 2015.